# Metanephrops
Metanephrops is een geslacht van kreeftachtigen uit de klasse van de Malacostraca (hogere kreeftachtigen).

## Soorten
- Metanephrops andamanicus (Wood-Mason, 1892)
- Metanephrops arafurensis (de Man, 1905)
- Metanephrops armatus Chan & Yu, 1991
- Metanephrops australiensis (Bruce, 1966)
- Metanephrops binghami (Boone, 1927)
- Metanephrops boschmai (Holthuis, 1964)
- Metanephrops challengeri (Balss, 1914)
- Metanephrops formosanus Chan & Yu, 1987
- Metanephrops japonicus (Tapparone-Canefri, 1873)
- Metanephrops mozambicus Macpherson, 1990
- Metanephrops neptunus (Bruce, 1965)
- Metanephrops rubellus (Moreira, 1903)
- Metanephrops sagamiensis (Parisi, 1917)
- Metanephrops sibogae (de Man, 1916)
- Metanephrops sinensis (Bruce, 1966)
- Metanephrops taiwanicus (Hu, 1983)
- Metanephrops thomsoni (Bate, 1888)
- Metanephrops velutinus Chan & Yu, 1991